# Вбити скорпіона
«Вбити скорпіона» («Убить Скорпиона») — радянський художній фільм 1991 року, знятий режисером Олександром Сорокіним на студії «Отечество».

## Сюжет
У тайговій глушині, на вітчизняному острові знаходиться тюремна зона, де зеки добувають руду. В одній із печер острова виявляють кістки динозаврів. Для їхнього дослідження запрошується столичний науковий співробітник, а у супровід йому виділяється бравий сержант строкової служби. Паралельно розвиваються події за участю пахана Скорпіона та компанії відморожених зеків, які готують втечу із зони.

## У ролях
- Олександр Пєсков — сержант
- Олена Малікова — головна роль
- Володимир Нісков — головна роль
- Анатолій Обухов — головна роль
- Олег Бабицький — роль другого плану
- Вадим Урюпін — епізод
- Станіслав Корольов — епізод
- Павло Поймалов — епізод
- Світлана Єлісєєва — епізод
- Станіслав Гагарін — епізод
- Юлія Захарова — епізод
- Сергій Головецький — епізод
- Юрій Мартинов — епізод
- Лев Гужновський — епізод
- Микола Сморчков — епізод
- Павло Засядко — епізод

## Знімальна група
- Режисер — Олександр Сорокін
- Сценарист — В. Зарубін
- Оператор — Кястутіс Плявокас
- Композитор — Софія Губайдуліна
- Продюсер — Станіслав Гагарін